# Spokane Shock
Gli Spokane Shock sono una squadra della Indoor Football League con sede a Spokane (Washington). Gli Shock disputano le loro gare casalinghe alla Spokane Veterans Memorial Arena.

## Storia
Gli Spokane Shock nacquero nel 2006 e disputarono le loro prime 4 stagioni nella af2, la lega di sviluppo della Arena Football League, vincendo subito il titolo alla loro prima stagione, trofeo bissato nel 2009. Dopo la riapertura della AFL nella stagione 2010, gli Shock passarono alla nuova lega, vincendo anche qui il titolo alla loro prima stagione, battendo nell'ArenaBowl XXIII i Tampa Bay Storm per 69 a 57 il 10 agosto 2010. La stagione 2015 fu l'ultima per la squadra nella Arena Football League